# 镇子镇
镇子镇（Zhenzi Town），是中华人民共和国四川省资阳市安岳县下辖的一个乡镇级行政单位。2019年12月，撤销建华乡，将其所属行政区域划归镇子镇管辖。

## 行政区划
镇子镇下辖以下地区：
云归社区、云桥村、治水村、高水村、茶店村、天台村、观塘村、金牛村、三圣村、柜堰村、集福村、吉安村、北岳村、观桥村、玉沟村、玉桥村、新堰村、狮子坝村、玉峰村和麻柳村。